# Rollkonflikt
Rollkonflikt, genom att vi i livet befinner oss i flera olika positioner och har olika sociala roller så uppstår det lätt rollkonflikter. Rollkonflikter uppstår då förväntningarna på två, eller flera, roller som man antagit sig inte går ihop. Om man har flera sociala olika roller mot vilka det riktas olika förväntningar som strider mot varandra, innebär detta motstridiga krav och rollosäkerhet kan uppkomma. Dessa konflikter kallas inter-rollkonflikter. 
Den andra formen av rollkonflikt är intra-rollkonflikten, vilken innebär att en person i en och samma roll möter flera olika förväntningar om vad som är dennes rätta rollbeteende. Exempel på rollkonflikter är bland annat arbetsgivarens och arbetstagarens olika förväntningar på den arbetstagarens roll, konflikter mellan ens roll som förälder och som anställd på ett företag, och konflikter mellan ens egna krav på sig själv och det man i verkligheten lyckas åstadkomma.